# Šmartno na Pohorju
Šmartno na Pohorju – wieś w Słowenii, w gminie Slovenska Bistrica. W 2018 roku liczyła 157 mieszkańców.